# Renault 25
O 25 é um modelo de grande porte, fabricado pela Renault entre 1983 e 1992. Foi substituído pelo Renault Safrane.